# 梅香トンネル

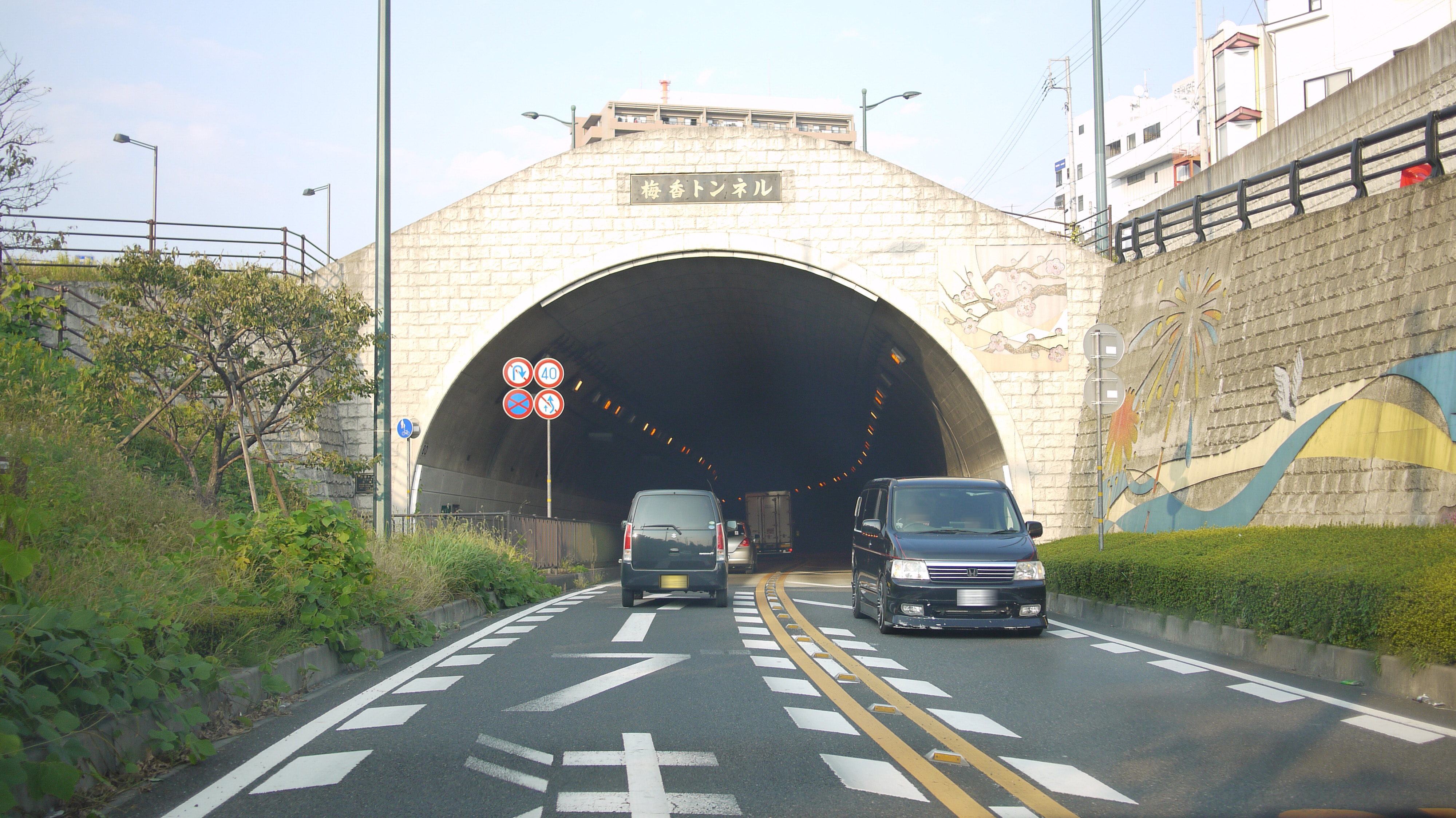
梅香トンネル（梅香側坑口）

梅香トンネル（ばいこうトンネル）は、茨城県水戸市中心市街地の下を横断する国道349号のトンネル。

## 概要
水戸市金町1丁目の国道349号（太田街道）と梅香2丁目の紀州堀の間を、東茨城台地上の水戸駅北口市街地を地下で抜ける道路トンネルである。水戸駅北口の市街地は、馬の背状に伸びた台地の上を国道50号に沿って商店街が形成されていて、慢性的な交通渋滞に悩まれる市街地の南北通過には台地上の商店街を通過しなくてはならなかった。梅香トンネルは、この交通渋滞する水戸駅北口の商店街を回避するバイパス道路として、市街地の南部と北部の円滑な交通路を確保する目的で掘られたもので、一般国道349号に指定されている。トンネルの延長は607.4m、2車線で通過車両の制限速度は40km/hに規制されており、自転車や歩行者も通行することができる。路肩の両側は一段高くなっており、東側面に幅0.75mの管理用通路、西側面に幅2.5m（路上施設を含めて3.0m）の自転車歩行者道が設けられている。道路面は南の梅香側に向かってわずかに登り勾配で、南坑口付近で少しS字にカーブしている。
茨城県が発注した建設工事では、地下水を含む軟弱地盤にトンネルが掘り進められており、市街地を南北に通る街路直下ルート上に多数埋設されたライフラインが密集するという、非常に厳しい条件が揃うなかでの難工事だった。
梅香トンネルは土被りが6～11mと浅く、直上に地下埋設物や中層・高層建築物が多数存在するという厳しい施工条件だったため、掘削に先立ってトンネル本体の両側に地上から直径2mの改良体（ジェットグラウト地中改良体）の地中柱を1.7m間隔で連続構築し、周辺への影響を極力抑えて建設されている。
2002年（平成14年）3月の梅香トンネルの開通によって、周辺道路交差点の交通渋滞の車列の長さは約5分の1、万代橋・本郷橋間の市街地通過の所要時間は約3分の1へ短縮になるなど、市街地内の交通量減少による渋滞緩和と通過時間の短縮に大きな成果をもたらしている。

### 諸元
- 起点：茨城県水戸市金町1丁目665番1地先（国道349号分岐）[6]
- 終点：茨城県水戸市梅香2丁目747番33地先[6]
- 全長：607.4 m
- 幅員：車道 7.5 m、自転車歩行者道 2.5 m（路上施設を含めて3.0 m）
- 車線：2車線
- 総事業費：約62億円

## 歴史
- 1998年（平成10年）12月：着工。
- 2001年（平成13年）7月11日：貫通式を実施。式後の祝賀会で梅香トンネルと命名される[7]。
- 2002年（平成14年）2月28日：梅香トンネルの道路区域が決定する[8]。
- 2002年（平成14年）3月26日：開通[9]。
- 2003年（平成15年）1月23日：道路区域が変更され管理覚書が締結される[6]。